# Ion Spânu
Ion Spânu (n. 11 martie 1953, Cetate, Dolj, România) este un deputat român, ales în 2016 în județul Caraș-Severin din partea Partidului Social Democrat (PSD). În decembrie 2018, a trecut la Partidul Pro România (PPR).